# Encantadoras
Encantadoras (título original: Cheias de Charme, en español: Llenas de Encanto) es una telenovela brasileña producida por TV Globo que se estrenó el 16 de abril de 2012, sustituyendo a Aquele Beijo. 
Escrita por Filipe Miguez e Izabel de Oliveira, con la colaboración de Daisy Chaves, Isabel Muniz, João Brandão, Lais Mendes Pimentel, Paula Amaral y Sérgio Marques, cuenta con la supervisión de texto de Ricardo Linhares, dirigida por Maria de Médicis, Natalia Grimberg, Allan Fiterman y Denise Saraceni, con la dirección general de Carlos Araújo sobre núcleo de Denise Saraceni. 
Protagonizada por Taís Araújo, Leandra Leal, Isabelle Drummond, co-protoagonizada por Ricardo Tozzi, Marcos Palmeira, Humberto Carrão y cuenta con las participaciones antagónicas de Cláudia Abreu, Giselle Batista, Alexandra Richter, Simone Gutiérrez, Jonatas Faro, Maria Helena Chira, Titina Medeiros y los primeros actores Tato Gabus Mendes, Aracy Balabanian, además de las actuaciones especiales de Leopoldo Pacheco y Malu Galli.

## Sinopsis
Encantadoras narra la historia de tres sirvientas jóvenes, hermosas y trabajadoras que saltan a la fama después de que, por casualidad, suben en la web un vídeoclip donde bailan e interpretan una canción pegadiza, que se convierte en un éxito instantáneo. Peña, Rosario, y Ciza trabajan duro limpiando, cocinando y haciendo de todo para sus jefes. Además de estar buscando una fuerte amistad, estas tres mujeres normales y corrientes también esperan encontrar el amor. Las futuras estrellas de la música, Peña, Rosario, y Ciza, jamás habían imaginado la vida de glamour y flashes que les esperaba.
Con su trabajo como empleada doméstica, Peña crio a sus dos hermanos menores después de que su madre les abandonara y ahora lucha por mantener a su hijo y a su marido Sandro, un holgazán acomodado al que no le gusta trabajar. Rosario es huérfana y hace tiempo sale con su novio Ignacio, que es socio de su padre en un negocio de cáterin. Aunque sea muy buena cocinera, ella sueña con cantar y conocer a su ídolo, un cantante llamado Fabián, hasta que ocurre algo insólito: Ignacio, que se parece mucho a Fabián, tiene que sustituirlo, una situación que hace que Rosario se dé cuenta de quién es su verdadero amor.
Ciza es una sirvienta dulce y dedicada que trabaja para la familia que la crio. Elano, el hermano trabajador de Penha, recién licenciado en Derecho, está completamente enamorado de Ciza. Pero al principio ella no sospecha que su príncipe azul está justo delante de sus narices. A pesar de ello, Elano supera pacientemente todo tipo de obstáculos con el fin de ganarse el corazón de su amada de una vez por todas.
Con pegadizas canciones pop, hábiles coreografías y trajes llamativos, el trío conecta con el público y deslumbra a sus fanes. Pero su éxito desata la ira de Chayene, una cantante famosa que está pasando por una mala etapa profesional y envidia a las chicas.  Conspiradora y exageradamente atractiva ella siempre dice lo que piensa y  no se detendrá hasta arruinar la amistad y la carrera de las nuevas estrellas. Ella cuenta con la ayuda de sus leales compinches Laercio y Socorro para llevar a cabo sus planes de venganza contra Peña, Rosario, y Ciza. Con una divertida trama, personajes desmesurados y grandes espectáculos musicales, Encantadoras ofrece diversión y risas aseguradas, y cuenta con todo lo necesario para sorprender y fascinar mientras demuestra que los sueños pueden convertirse en realidad.

## Repartio

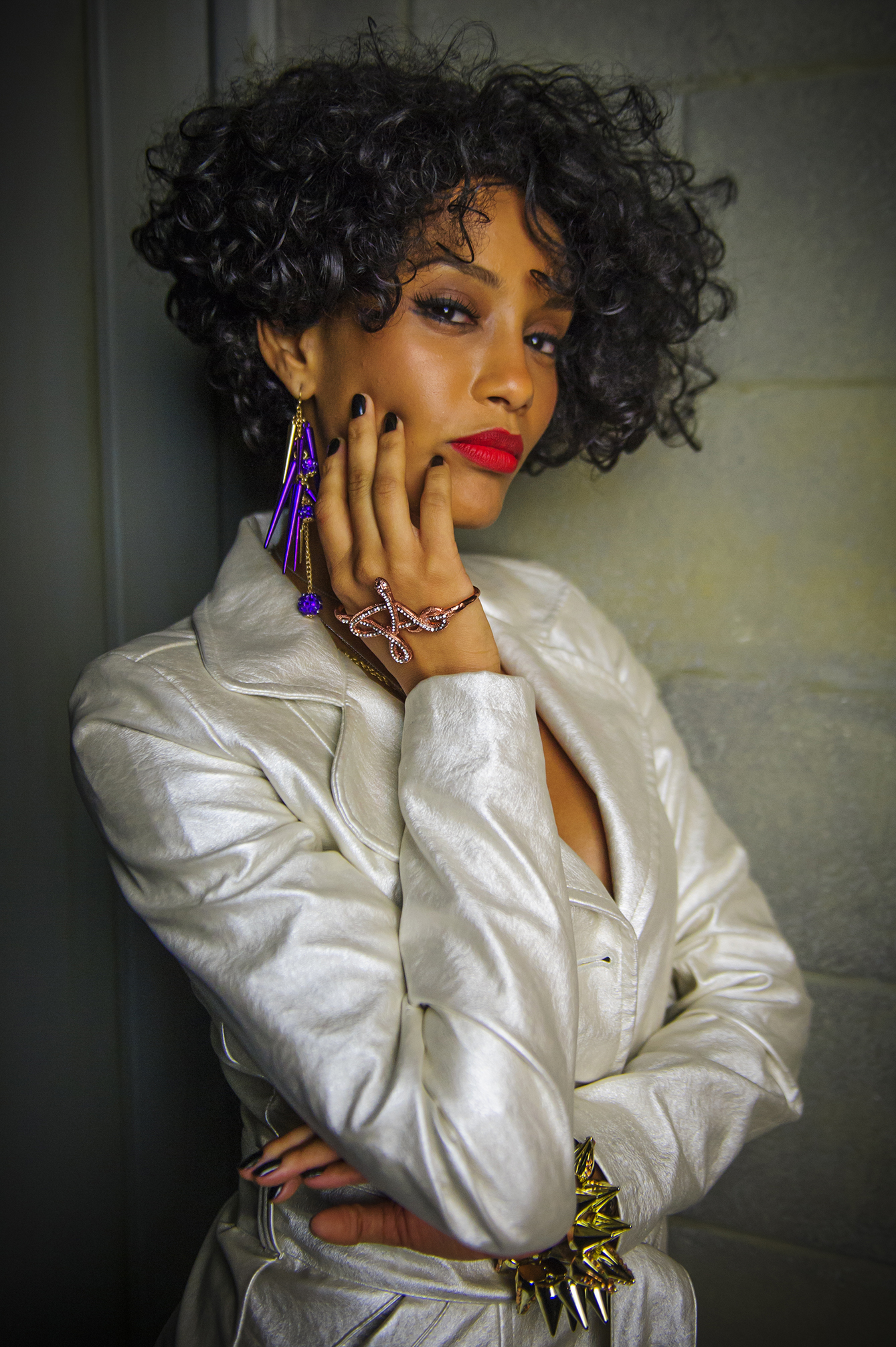
Taís Araújo interpreta a Peña.

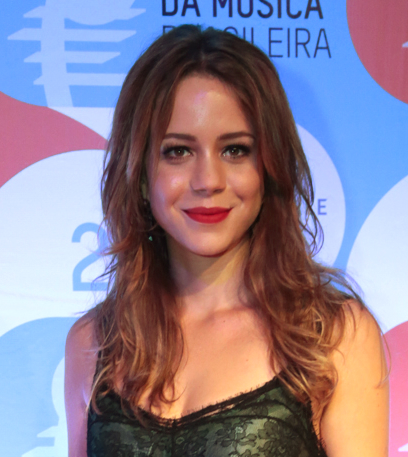
Leandra Leal interpreta a Rosario.

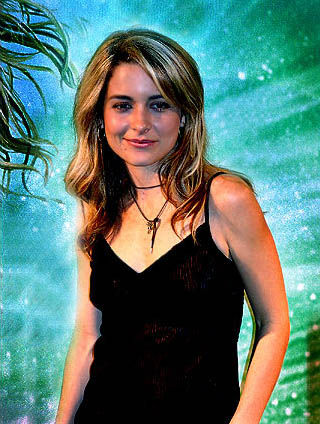
Cláudia Abreu interpreta a Chayene.

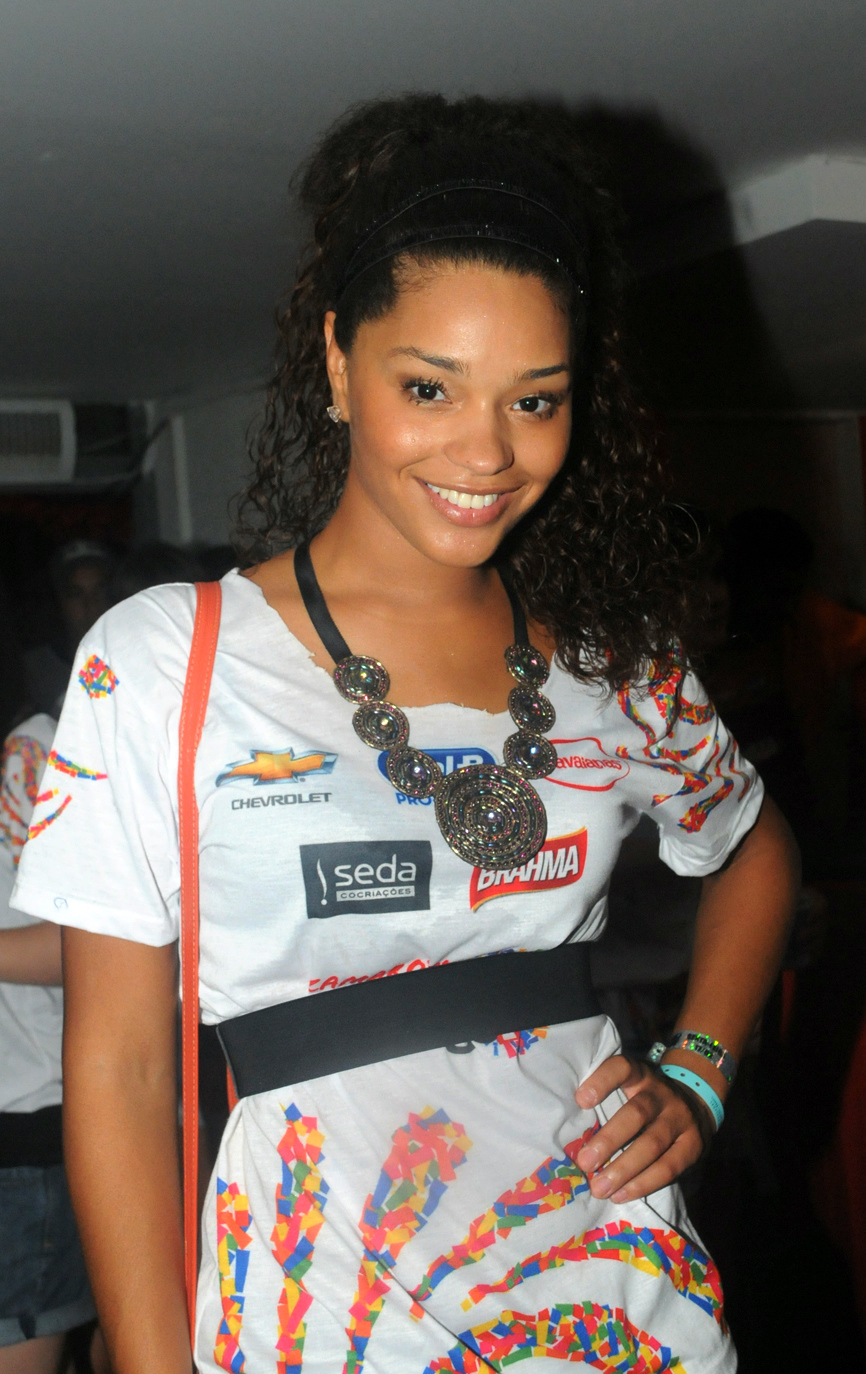
Juliana Alves interpreta a Dina.

| Actor                  | Personaje                          |
| ---------------------- | ---------------------------------- |
| Taís Araújo            | Peña (María da Peña)               |
| Leandra Leal           | Rosario (María do Rosario Lobato)  |
| Isabelle Drummond      | Ciza (María Aparecida)             |
| Cláudia Abreu          | Chayene (Jociléia Imbuzeiro Migon) |
| Ricardo Tozzi          | Fabián Brunini / Ignacio Pasión    |
| Jonatas Faro           | Conrado Tilman Amaro Werneck       |
| Marcos Palmeira        | Sandro Barbosa                     |
| Aracy Balabanian       | Máslova Tilman                     |
| Tato Gabus Mendes      | Ernani Sarmento                    |
| Malu Galli             | Lydia Mariz Ortega                 |
| Leopoldo Pacheco       | Otto Amaro Werneck                 |
| Jayme Matarazzo        | Rodinei Maximiliano de Lima        |
| Humberto Carrão        | Eladio Fragoso                     |
| Alexandra Richter      | Sonia Sarmento                     |
| Tainá Müller           | Liara Mariz                        |
| Bruno Mazzeo           | Tom Bastos                         |
| Juliana Alves          | Dina                               |
| Daniel Dantas          | Sidney Monteiro                    |
| Titina Medeiros        | María do Socorro                   |
| Fábio Lago             | Naldo                              |
| Pablo Miguel Bellini   | Alejandro Ortega                   |
| Miguel Roncato         | Samuel Mariz                       |
| Simone Gutiérrez       | Ariela Sarmento                    |
| Luiz Henrique Nogueira | Laércio                            |
| Giselle Batista        | Isadora Sarmento                   |
| Edney Giovenazzi       | Messias                            |
| Dhu Moraes             | Valda                              |
| Marília Martins        | Simone                             |
| Rodrigo Pandolfo       | Humberto Jordão                    |
| Christiana Kalache     | Ivone dos Anjos                    |
| Chandelly Braz         | Brunessa dos Anjos                 |
| Fábio Nepo             | Kleiton                            |
| Maria Pompeo           | Voleide                            |
| Gustavo Gasparani      | Gentil                             |
| Ilva Niño              | Epifânia                           |
| Aramis Trindade        | Valmir                             |
| Sérgio Menezes         | Heraldo                            |
| Lidi Lisboa            | Gracinha                           |
| Bia Petrentchuk        | Manuela Mariz Ortega               |
| Sérgio Malheiros       | Niltinho                           |
| Sylvia Nazareth        | Alana                              |
| Mc Nicollas            | Patrick                            |
| Millene Ramalho        | Ticiane                            |
| Analu Prestes          | Tia Romana                         |
| Rafaela Amado          | Marisette                          |
| César Ferrario         | Morvan                             |
| Nado Grimberg          | Zoiudo                             |
| Breno Nina             | Wanderley                          |
| Dayenne Mesquita       | Estela                             |

## Emisión
| Transmisiones                                                             | Transmisiones         | Transmisiones            | Transmisiones            | Transmisiones            | Transmisiones    | Transmisiones |
| País                                                                      | Título                | Cadena(s)                | Primera emisión          | Última emisión           | Horario semanal  | Hora          |
| ------------------------------------------------------------------------- | --------------------- | ------------------------ | ------------------------ | ------------------------ | ---------------- | ------------- |
| Bandera de Brasil                                                         | Cheias de Charme      | Rede Globo               | 16 de abril de 2012      | 28 de septiembre de 2012 | Lunes a sábados  | 19:30         |
| Bandera de Portugal                                                       | Cheias de Charme      | SIC                      | 25 de febrero de 2013    | 13 de setiembre de 2013  | Lunes a viernes  | 18:30         |
| Bandera de Uruguay                                                        | Encantadoras          | Teledoce                 | 29 de julio de 2013      | 10 de enero de 2014      | Lunes a viernes  | 19:00         |
| Bandera de Mozambique                                                     | Cheias de Charme      | STV                      | 26 de agosto de 2013     | 11 de febrero de 2014    | Lunes a sábados  | 19:00         |
| Bandera de Chile                                                          | Encantadoras          | Canal 13                 | 2 de septiembre de 2013  | 21 de febrero de 2014    | Lunes a viernes  | 16:15         |
| Bandera de Corea del Sur                                                  | 내일은 스타           | Telenovela               | 16 de septiembre de 2013 | 10 de noviembre de 2014  | Lunes            | 16:00         |
| Bandera de El Salvador                                                    | Encantadoras          | Canal 4                  | 14 de octubre de 2013    | 6 de mayo de 2014        | Lunes a viernes  | 14:00         |
| Bandera de Costa Rica                                                     | Encantadoras          | Teletica                 | 13 de enero de 2014      | 6 de agosto de 2014      | Lunes a viernes  | 13:30         |
| Bandera de la República Dominicana                                        | Encantadoras          | Telemicro                | 20 de enero de 2014      | 17 de julio de 2014      | Lunes a viernes  | 21:00         |
| Bandera de Panamá                                                         | Encantadoras          | Nex                      | 21 de julio de 2014      | 2 de enero de 2015       | Lunes a viernes  | 13:00         |
| Bandera de Ecuador                                                        | Encantadoras          | Ecuavisa                 | 22 de setiembre de 2014  | 6 de marzo de 2015       | Lunes a viernes  | 05:00         |
| Bandera de Bolivia                                                        | Encantadoras          | Red PAT                  | 2015                     | TBA                      | Lunes a viernes  | 14:00         |
| Bandera de Suecia                                                         | Cheias de Charme      | Kanal Global             | 12 de diciembre de 2014  | 10 de enero de 2015      | Lunes a domingos | 20:00         |
| Bandera de Mongolia                                                       | Дур булаам бүсгүйчүүд | EduTV                    | 15 de diciembre de 2014  | 14 de abril de 2015      | Lunes a domingos | 22:20         |
| Bandera de Sudáfrica                                                      | Sparking Girls        | Mzansi Magic             | 12 de enero de 2015      | TBA                      | Lunes a viernes  | 15:00         |
| Bandera de Nicaragua                                                      | Encantadoras          | Canal 4                  | 18 de mayo de 2015       | TBA                      | Lunes a viernes  | 16:00         |
| Bandera de Estados Unidos · Bandera de la Unión de Naciones Suramericanas | Encantadoras          | Atreseries Internacional | 17 de octubre de 2018    | 3 de abril de 2019       | Lunes a viernes  | 16:00         |